# B.G. the Prince of Rap
B.G. the Prince of Rap, alias Bernard Greene (Washington, 1965. szeptember 28. – Wiesbaden, 2023. január 21.) amerikai rapper és eurodance művész. Németországban mérsékelt sikereket ért el, ahol az amerikai hadsereg kiküldetése után élt.

## Fiatalkora
A középiskola elvégzése után csatlakozott az Egyesült Államok hadseregéhez, és 1985-ben Németországba küldték.

## Zenei karrier
Legnagyobb sikerét 1991-ben érte el a "This Beat is Hot" című dallal, mely 1. helyezett lett az US Hot Dance Music/Club Play listán. A kislemez a 72. helyre került az amerikai Billboard Hot 100-as listán, és az 54. lett a Billboard Hot Black kislemezlistáján. Ezt követte a "Take Control of the Party" amely a következő évben a dance lista 2. helyére került. Ez a dal 1992 januárjában a brit kislemezlisstán a 71. helyet érte el. Az elsőadó további jól ismert dalai a "The Power of Rhythm", a Can We Get Enough", a "The Colour of my Dreams" és a "Stomp" címűek.

## Diszkográfia

### Stúdióalbumok
| The Power of Rhythm                 | - Megjelenés: 1991. szeptember 10. - Label: Dance Pool - Formátum: LP, MC, CD |
| The Time Is Now                     | - Megjelenés: 1994. május 16. - Label: Dance Pool - Formátum: LP, MC, CD      |
| Get the Groove On                   | - Megjelenés: 1996. június 14. - Label: Dance Pool - Formátum: MC, CD         |
| "—" nem volt slágerlistás helyezés. |                                                                               |

### Kislemezek
| Év                                                                    | Dal                         | Legjobb slágerlistás helyezés | Legjobb slágerlistás helyezés | Legjobb slágerlistás helyezés | Legjobb slágerlistás helyezés | Legjobb slágerlistás helyezés | Legjobb slágerlistás helyezés | Legjobb slágerlistás helyezés | Legjobb slágerlistás helyezés | Legjobb slágerlistás helyezés | Legjobb slágerlistás helyezés | Legjobb slágerlistás helyezés | Album               |
| Év                                                                    | Dal                         | AUS                           | GER                           | FIN                           | ITA                           | NL                            | NZ                            | SWE                           | SWI                           | UK                            | US                            | US Dance                      | Album               |
| --------------------------------------------------------------------- | --------------------------- | ----------------------------- | ----------------------------- | ----------------------------- | ----------------------------- | ----------------------------- | ----------------------------- | ----------------------------- | ----------------------------- | ----------------------------- | ----------------------------- | ----------------------------- | ------------------- |
| 1990                                                                  | "Rap to the World"          | —                             | —                             | —                             | —                             | —                             | —                             | —                             | —                             | —                             | —                             | —                             | The Power of Rhythm |
| 1991                                                                  | "This Beat Is Hot"          | 93                            | 21                            | —                             | —                             | —                             | 30                            | —                             | —                             | —                             | 72                            | 1                             | The Power of Rhythm |
| 1991                                                                  | "Give Me the Music"         | —                             | 36                            | —                             | —                             | —                             | —                             | —                             | —                             | —                             | —                             | —                             | The Power of Rhythm |
| 1991                                                                  | "Take Control of the Party" | —                             | 49                            | —                             | —                             | —                             | —                             | —                             | —                             | 71                            | —                             | 2                             | The Power of Rhythm |
| 1992                                                                  | "The Power of Rhythm"       | —                             | 49                            | —                             | —                             | —                             | —                             | —                             | —                             | —                             | —                             | 32                            | The Power of Rhythm |
| 1993                                                                  | "Can We Get Enough?"        | —                             | 34                            | —                             | 7                             | —                             | —                             | 28                            | —                             | —                             | —                             | —                             | The Time Is Now     |
| 1994                                                                  | "The Colour of My Dreams"   | —                             | 13                            | —                             | —                             | 39                            | —                             | —                             | 48                            | —                             | —                             | —                             | The Time Is Now     |
| 1994                                                                  | "Rock a Bit"                | —                             | 37                            | —                             | —                             | —                             | —                             | —                             | —                             | —                             | —                             | —                             | The Time Is Now     |
| 1995                                                                  | "Can't Love You"            | —                             | 45                            | —                             | —                             | —                             | —                             | —                             | —                             | —                             | —                             | —                             | The Time Is Now     |
| 1996                                                                  | "Stomp!"                    | —                             | 53                            | 15                            | —                             | —                             | 22                            | —                             | —                             | —                             | —                             | —                             | Get the Groove On   |
| 1996                                                                  | "Jump to This (Allnight!)"  | —                             | —                             | —                             | —                             | —                             | —                             | —                             | —                             | —                             | —                             | —                             | Get the Groove On   |
| 1996                                                                  | "Take Me Through the Night" | —                             | —                             | —                             | —                             | —                             | —                             | —                             | —                             | —                             | —                             | —                             | Get the Groove On   |
| "—" nem volt slágerlistás helyezés, vagy nem jelent meg az országban. |                             |                               |                               |                               |                               |                               |                               |                               |                               |                               |                               |                               |                     |